# Erythrastrea
Genre
Erythrastrea est un genre de coraux durs de la famille des Meandrinidae.

## Liste d'espèces
Le genre Erythrastrea comprend les espèces suivantes :
| Selon World Register of Marine Species (7 juillet 2015) : - Erythrastrea flabellata Pichon, Scheer & Pillai, 1983 - Erythrastrea wellsi Ma, 1959 | Selon ITIS (7 juillet 2015) : - Erythrastrea flabellata Pichon, Scheer & Pillai, 1983 - Erythrastrea wellsi Ma, 1959 |